# Ognjeni črv
Ognjeni črv (znanstveno ime Hermodice carunculata) je vrsta morskih črvov, ki poseljuje vode Atlantika in Sredozemskega morja. Prisoten je tudi v Jadranu.

## Opis
Odrasli ognjeni črvi so običajno dolgi okoli 15 cm, vendar pa lahko v dolžino dosežejo celo do 30 cm. Gre za plenilca, ki pa se pogosto hrani tudi z mrhovino.
Najpogosteje se zadržuje na peščenem dnu, najdemo pa ga tudi med livadami morske trave, zlasti pozidonije (Posidonia oceanica) od plitvin do okoli 40 metrov globine.
Ščetine ognjenega črva lahko predrejo človeško kožo in vsebujejo nevrotoksin, ki povzroči močno draženje kože in pekoč občutek. Nekaj časa po dotiku se lahko pojavi tudi slabost in vrtoglavica.